# Enzephalopathie
Die Enzephalopathie (griechisch ἐγκέφαλος enképhalos, deutsch ‚Gehirn‘, und altgriechisch πάθεια pátheia, deutsch ‚Leiden‘) ist ein Sammelbegriff für krankhafte Zustände des Gehirns unterschiedlicher Ursache und Ausprägung. Gelegentlich bezeichnete man auch Psychosen als Encephalopathien, und hier im Besonderen die Psychose mit oder ohne Koma bei einer Nebenniereninsuffizienz als Encéphalopathie addisonienne.
Da strukturelle Läsionen in vielen Fällen ausbleiben, ist eine Reversibilität oft möglich, aber nicht immer gegeben. Der Begriff wird im Allgemeinen nur für Veränderungen verwendet, die das Gehirn als Ganzes und nicht nur einzelne Gehirnabschnitte betreffen. Der Entstehung von Symptomen liegen Dysfunktionen von Nervenzellen (Neuronen) und Gliazellen zugrunde. Sie werden bedingt durch Veränderungen im internen Milieu eines Organismus und einer Beeinträchtigung der zerebralen Homöostase mit der Folge von Störungen von Neurotransmitter- und Membranfunktionen.
Langzeitschäden wie kognitive Störungen nach Enzephalopathien lassen sich vermutlich auch auf sekundäre neuroinflammatorische Prozesse beziehen, zum Beispiel nach Sepsis, Verbrennungen oder prolongierten Operationen.

## Einteilung und Ursachen
- Anti-NMDA-Rezeptor-Enzephalitis, Antikörper gegen den NMDA-Rezeptor
- chronisch-traumatische Enzephalopathie, nach wiederholten Schlägen oder Stößen, auch nach Epilepsie
- Glycin-Enzephalopathie, durch übermäßige Produktion von Glycin
- hepatische Enzephalopathie, bei Lebererkrankungen vermutlich durch hirnschädigende Stoffe wie Ammoniak verursacht
- Hashimoto-Enzephalopathie, bei Autoimmunthyreoiditis
- Pescaderia-Enzephalopathie, bedingt durch Verzehr von Meeresfrüchten, insbesondere Fischen wie Alaska-Seelachs (Pollack), assoziiert mit Hashimoto-Enzephalopathie
- HIV-Enzephalopathie, bei einigen HIV-Patienten beobachtet
- Hochdruckenzephalopathie (Encephalopathia hypertensiva[3]) , durch zu hohen Blutdruck
- Hyperammonämie, durch zu hohen Ammoniumgehalt im Blut
- Zerebrale Hypoxie, durch Sauerstoffmangel
- Lyme-Enzephalopathie, in chronischen Stadien der Borreliose.
- Mitochondriale Enzephalopathie, durch Störung der mitochondrialen DNS
- subkortikale arteriosklerotische Enzephalopathie (Morbus Binswanger), durch Arteriosklerose
- übertragbare spongiforme Enzephalopathien (Transmissible spongiforme Enzephalopathie, abgekürzt TSE), vermutlich durch Prionen wie die bovine spongiforme Enzephalopathie (BSE), auch Creutzfeldt-Jakob-Krankheit
- urämische Enzephalopathie, bei Nierenversagen
- „Wernicke-Enzephalopathie“, durch Mangel an Vitamin B1 (Thiamin)

Enzephalopathien können unter anderem auch durch abnorme Konzentrationen toxischer Substanzen, bestimmter Medikamente und Elektrolyte, durch Krankheitserreger oder durch Durchblutungsstörungen verursacht werden.
Drogen und Medikamente spielen ebenfalls im Sinne toxischer Einflüsse auf das Gehirn eine Rolle (Toxidrome).
Vergiftungen wie eine Bleivergiftung können ebenfalls Ursache von Enzephalopathien sein.
Eine traumatische Enzephalopathie chronischen Ursprungs ist die chronisch-traumatische Enzephalopathie (CTE), ursprünglich und teilweise heute noch Dementia pugilistica ([=Boxerdemenz], Encephalopathia traumatica der Boxer, Boxerenzephalopathie) genannt.

## Klinische Erscheinungen
Die neuropsychiatrisch dominierte Symptomatik der Enzephalopathie ist nicht spezifisch für die Ursache und vielfältig: Bewusstseinsstörungen, Bewegungsstörungen, vegetative Dystonie kommen häufig vor als Teile des charakteristischen sogenannten zerebralen Allgemeinsyndromes. Seltener sind zerebrale Herdsymptome und Hirnstammzeichen, z. B. bei Hypoglykämie bzw. Wernicke-Enzephalopathie.

## Diagnose
Als Test auf Enzephalopathien wird die klinische Untersuchung im Abgleich mit einer Elektroenzephalografie (EEG), mit neuroradiologischen Verfahren und mit einer entsprechenden Labordiagnostik (Serum und Liquor) eingesetzt. Sorgfältig sind andere akute und chronische ZNS-Erkrankungen wie unter anderem Schlaganfälle, Infektionen, Traumata und Epilepsie abzugrenzen, bevor die Diagnose einer Enzephalopathie gestellt werden kann.
In Einzelfällen wie dem Verdacht auf eine Prionerkrankung wird die Technik der Protein Misfolding Cyclic Amplification (PMCA) angewandt.